# Kent Beck
Kent Beck   (31 de març de 1961) és un enginyer de programari nord-americà i el creador de la programació extrema, una metodologia de desenvolupament de programari que evita especificacions formals rígides per a un procés de disseny col·laboratiu i iteratiu. Beck va ser un dels 17 signants originals del Manifest Agile, el document fundacional per al desenvolupament àgil de programari. Els mètodes extrems i àgils estan estretament associats amb el desenvolupament impulsat per proves (TDD), del qual Beck és potser el principal defensor.

## Biografia
Beck va assistir a la Universitat d'Oregon entre 1979 i 1987, rebent una llicenciatura i un màster en informàtica i ciències de la informació.
El 1996 Beck va ser contractat per treballar en el sistema de compensació integral de Chrysler, i va animar Ron Jeffries a participar-hi. El març de 1996, l'equip de desenvolupament va estimar que el sistema estaria llest per entrar en producció al voltant d'un any més tard. L'any 1997 l'equip de desenvolupament va adoptar una manera de treballar que s'anomena programació extrema. L'objectiu de lliurament d'un any es va assolir amb només dos mesos de retard.
Beck va ser pioner en els patrons de disseny de programari, així com en l'aplicació comercial de Smalltalk. Va escriure el marc de proves d'unitats SUnit per a Smalltalk, que va generar la sèrie de marcs xUnit, en particular JUnit per a Java, que Beck va escriure amb Erich Gamma. Beck va popularitzar les targetes CRC amb Ward Cunningham, l'inventor del wiki.
Viu a San Francisco, Califòrnia i va treballar a l'empresa de xarxes socials Facebook. El 2019, Beck es va unir a Gusto com a company i entrenador de programari, entrenant equips d'enginyeria mentre creen sistemes de nòmines per a petites empreses.

## Obres
- Smalltalk Best Practice Patterns (ISBN 013476904X)
- Una explicació de la programació extrema: acceptar el canvi (ISBN 8478290559)
- Test-Driven Development: By Example (ISBN 0321146530)
- Planning Extreme Programming (ISBN 0201710919), amb Martin Fowler